# Communauté de communes des Montagnes du Haut Forez
La communauté de communes des Montagnes du Haut Forez est une ancienne communauté de communes française, située dans le département de la Loire et la région Auvergne-Rhône-Alpes.

## Historique
Elle est créée le 4 octobre 1996.
La commune de Jeansagnière faisait partie de l'intercommunalité jusqu'au 31 décembre 2015 et sa fusion avec Chalmazel.
Elle fusionne le 1er janvier 2017 avec la communauté d'agglomération de Loire Forez et la communauté de communes du Pays d'Astrée et une partie de la communauté de communes du Pays de Saint-Bonnet-le-Château (sauf les  communes d'Aboën, Rozier-Côtes-d'Aurec, Saint-Maurice-en-Gourgois et Saint-Nizier-de-Fornas qui rejoignent Saint-Étienne Métropole).

## Territoire communautaire

### Géographie
Elle est située sur le versant est des Monts du Forez.

### Composition
Elle est composée des onze communes suivantes :
| Nom                        | Code Insee | Gentilé         | Superficie (km2) | Population (dernière pop. légale) | Densité (hab./km2) |
| -------------------------- | ---------- | --------------- | ---------------- | --------------------------------- | ------------------ |
| Noirétable (siège)         | 42159      | Nétrablais      | 40,34            | 1 626 (2014)                      | 40                 |
| Cervières                  | 42034      | Cerveras        | 7,56             | 121 (2014)                        | 16                 |
| La Chamba                  | 42040      | Chambaciens     | 5,20             | 52 (2014)                         | 10                 |
| La Chambonie               | 42045      | Chambougnats    | 4,42             | 46 (2014)                         | 10                 |
| La Côte-en-Couzan          | 42072      |                 | 9,11             | 72 (2014)                         | 7,9                |
| Saint-Didier-sur-Rochefort | 42217      | Désidériens     | 22,75            | 403 (2014)                        | 18                 |
| Saint-Jean-la-Vêtre        | 42238      |                 | 16,22            | 335 (2014)                        | 21                 |
| Saint-Julien-la-Vêtre      | 42245      |                 | 12,90            | 359 (2014)                        | 28                 |
| Saint-Priest-la-Vêtre      | 42278      |                 | 5,17             | 153 (2014)                        | 30                 |
| Saint-Thurin               | 42291      | Saint-Thurinois | 7,35             | 187 (2014)                        | 25                 |
| La Valla-sur-Rochefort     | 42321      |                 | 8,98             | 114 (2014)                        | 13                 |

## Administration

### Siège
Le siège de l'intercommunalité est situé à Noirétable.

### Les élus
Le conseil communautaire de la communauté de communes des Montagnes du Haut Forez se compose de 27 membres représentant chacune des communes membres et élus pour une durée de six ans.
Ils sont répartis comme suit :
| Nombre de délégués | Communes                                                               |
| ------------------ | ---------------------------------------------------------------------- |
| 1                  | La Chamba, La Chambonie, La Côte-en-Couzan                             |
| 2                  | Cervières, Saint-Priest-la-Vêtre, Saint-Thurin, La Valla-sur-Rochefort |
| 3                  | Saint-Didier-sur-Rochefort, Saint-Jean-la-Vêtre, Saint-Julien-la-Vêtre |
| 7                  | Noirétable                                                             |

### Présidence
Le président jusqu'en 2016 était Thierry Chavaren, maire de La Valla-sur-Rochefort. Il était assisté de cinq vice-présidents.